# آی (باشقیرستان)
آی (انگلیسی: Ay, Republic of Bashkortostan) یک شهرک در شهرستان مچتلینسکی استان باشقیرستان کشور روسیه است.